# Fiat Doblò
Le FIAT Doblò est un véhicule utilitaire léger multifonctionnel, fabriqué depuis 2000 par la filiale turque du constructeur automobile italien FIAT dans l'usine FIAT-Tofaş de Bursa pour les marchés européens et asiatiques et, à partir de 2009, par la filiale brésilienne FIAT Automoveïs pour les marchés d'Amérique latine. Il est commercialisé en 2 versions : fourgonnette utilitaire et ludospace à cinq et sept places. Il a été décliné en trois générations, dont la dernière est une version rebadgée du Citroën Berlingo de troisième génération fabriqué dans l'usine FIAT Tafraoui, en Algérie.

## Doblò I (2000-2010)
Présenté en 2000, le FIAT Doblò II (code usine ZFA 223) est fabriqué, comme son prédécesseur, en Europe par la filiale turque FIAT-Tofaş dans son usine de Bursa et, depuis 2001, au Brésil dans l'usine géante FIAT Automoveïs de Betim. Sur les marchés européens, il prend le relais du FIAT Fiorino 146 présenté en 1977 tout en civilisant le concept. (Nota : le FIAT Fiorino est resté en production au Brésil dans la version de 1977, restylée à plusieurs reprises, jusqu'en 2012).
Lors de son lancement en France en avril 2001, le modèle destiné aux clients particuliers se positionne en alternative aux ludospaces Citroën Berlingo, Peugeot Partner et Renault Kangoo. Il est légèrement plus spacieux que ces derniers. Il propose un moteur 1.2 essence de 65 ch et un 1.3 Diesel de 69 ch. Ces deux moteurs, plutôt limités en puissance, sont secondés en 2002 par un moteur essence 1.6 16v de 103 ch , et un moteur Turbo-Diesel 1.9 JTD à rampe commune de 100 ch.
Les finitions d'origine sont SX, ELX et Malibu (avec ses faux chromes en plastique). Ces finitions seront remplacées, sur la 2e série en 2005, par les finitions Active, Class et Emotion, dénominations aussi employés dans le reste de la gamme FIAT.
En 2004, apparaît le Doblò Family, un modèle Class doté de 7 places.

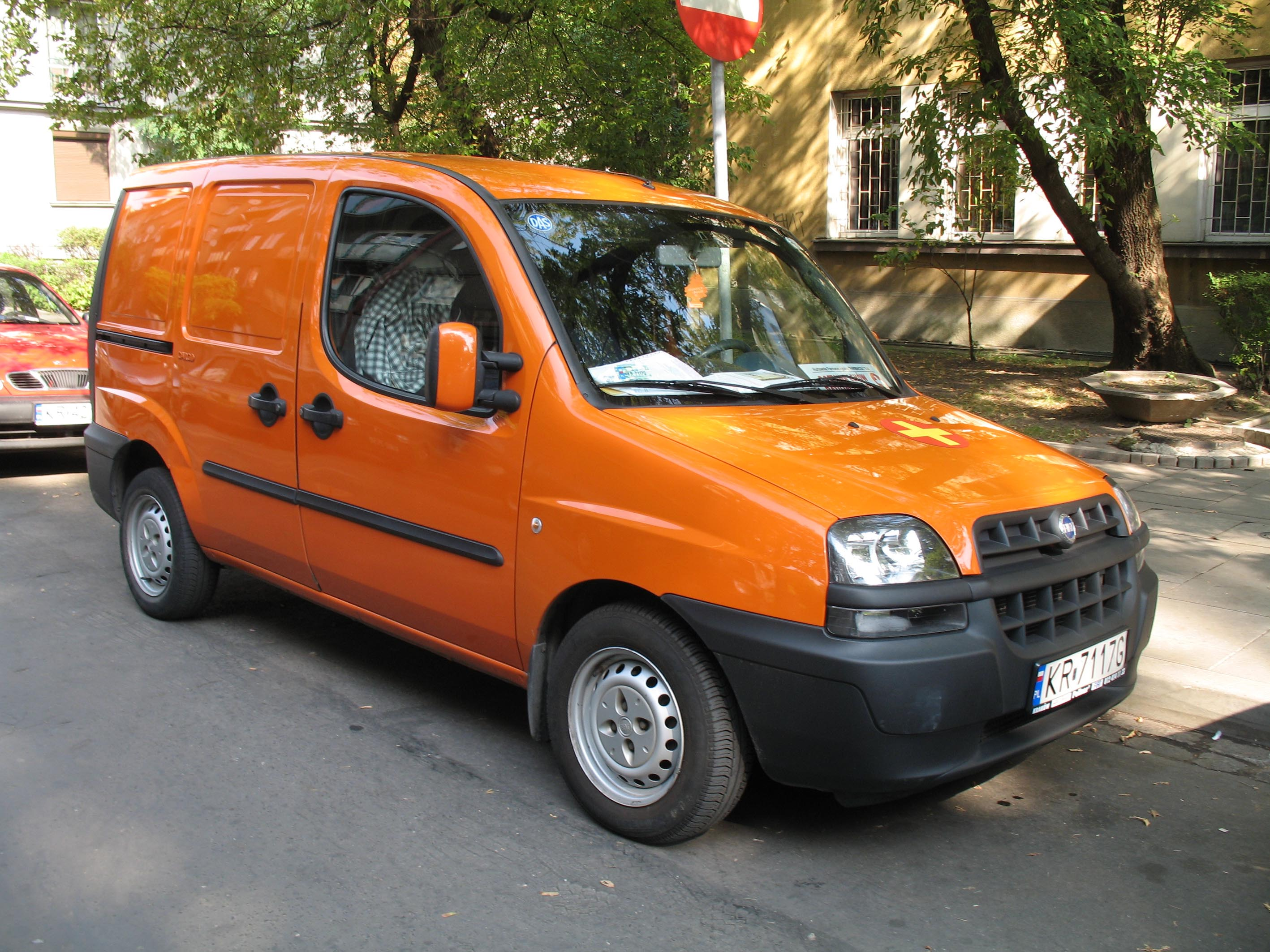
FIAT Doblò 1 phase 1 utilitaire
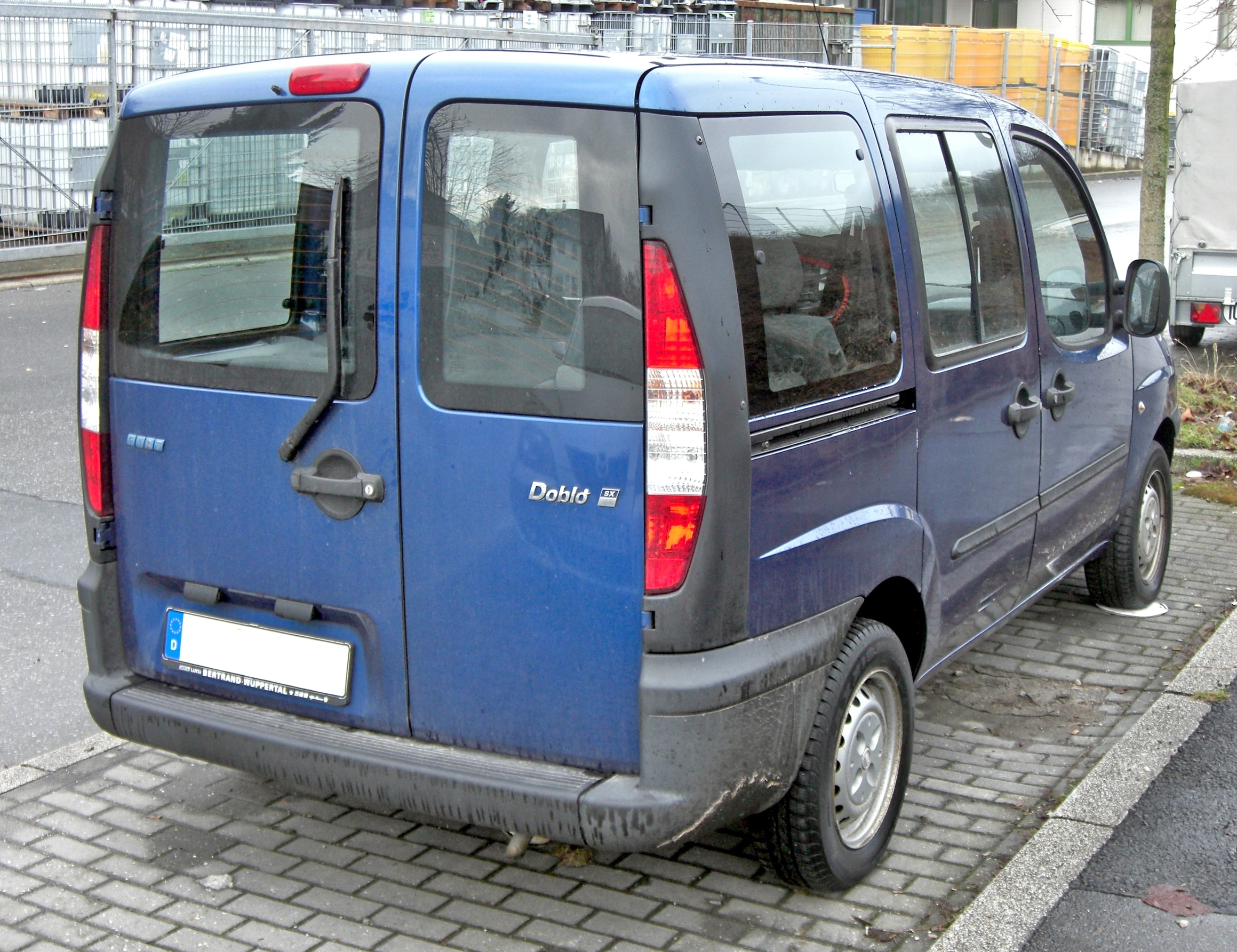
FIAT Doblò 1 phase 1 avec portes battantes
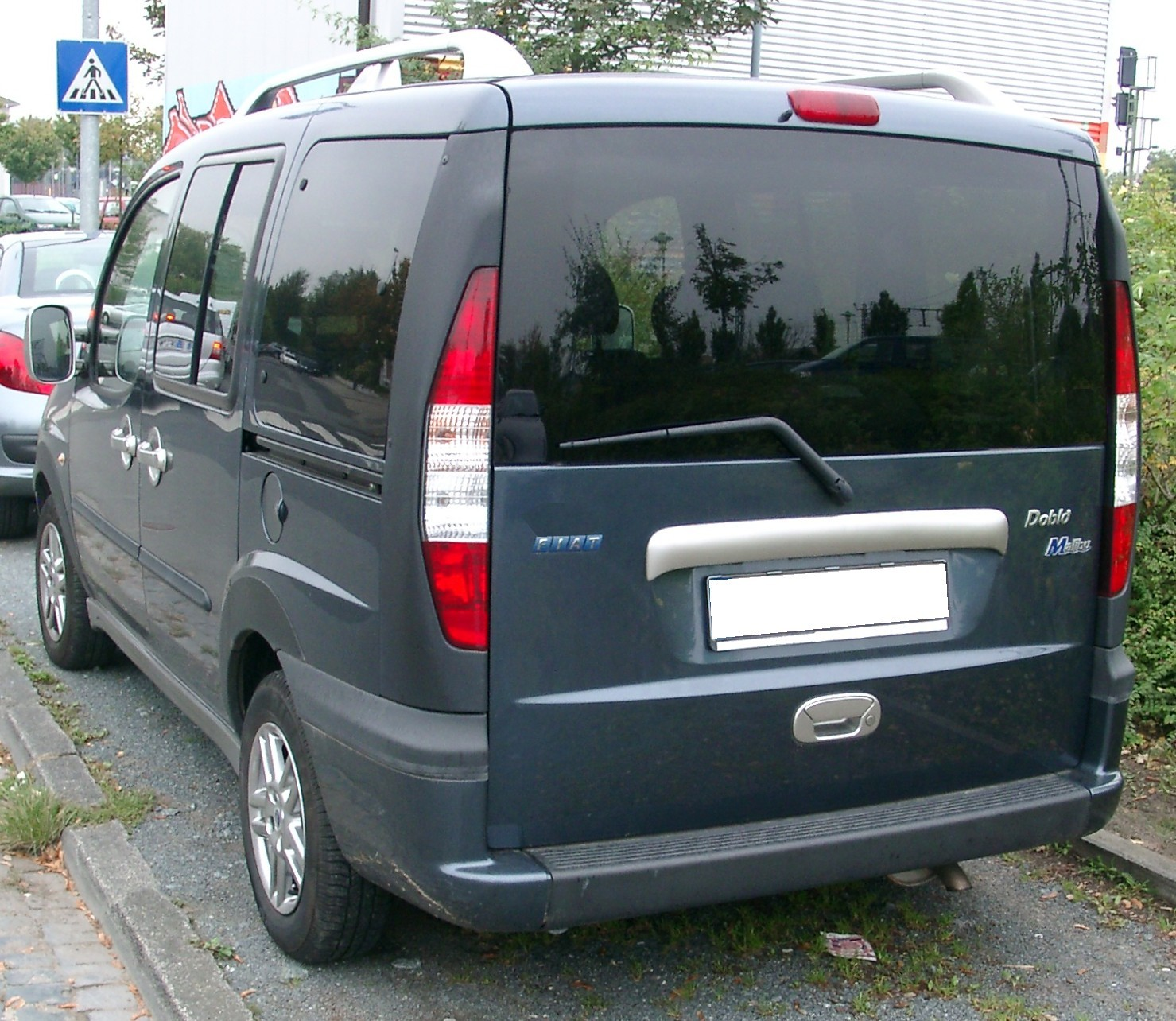
FIAT Doblò 1 phase 1 Malibu avec hayon

### Doblò I2esérie
À l'automne 2005, le FIAT Doblò bénéficie d'un large remaniement de sa gamme avec de nouvelles motorisations et un léger restylage qui concerne essentiellement la face avant et ses blocs optiques ainsi que les feux arrière. FIAT en profite pour rénover tous les aménagements intérieurs.
L'ensemble est moins original que la première version, mais donne au véhicule un aspect plus conventionnel, agréable et affiné. La gamme des moteurs est profondément remaniée et l'on dispose désormais d'un large choix en Diesel avec les moteurs FIAT Multijet 1,3 de 84 ch et 1,9 JTdm de 105 et 120 ch.
La gamme Doblò Cargo se voit enrichie d'une version "Maxi" à empattement rallongé offrant une capacité de chargement de 4 m3.
Motorisations du Doblò 2e série 2005 :
- 1 368 cm3 essence 77 Ch,
- 1 598 cm3 Natural Power (essence-gaz naturel) 92 Ch,
- 1 248 cm3 16v Multijet Diesel 85 ch,
- 1 910 cm3 Multijet Diesel 105 Ch,
- 1 910 cm3 16V Multijet Diesel 120 Ch.

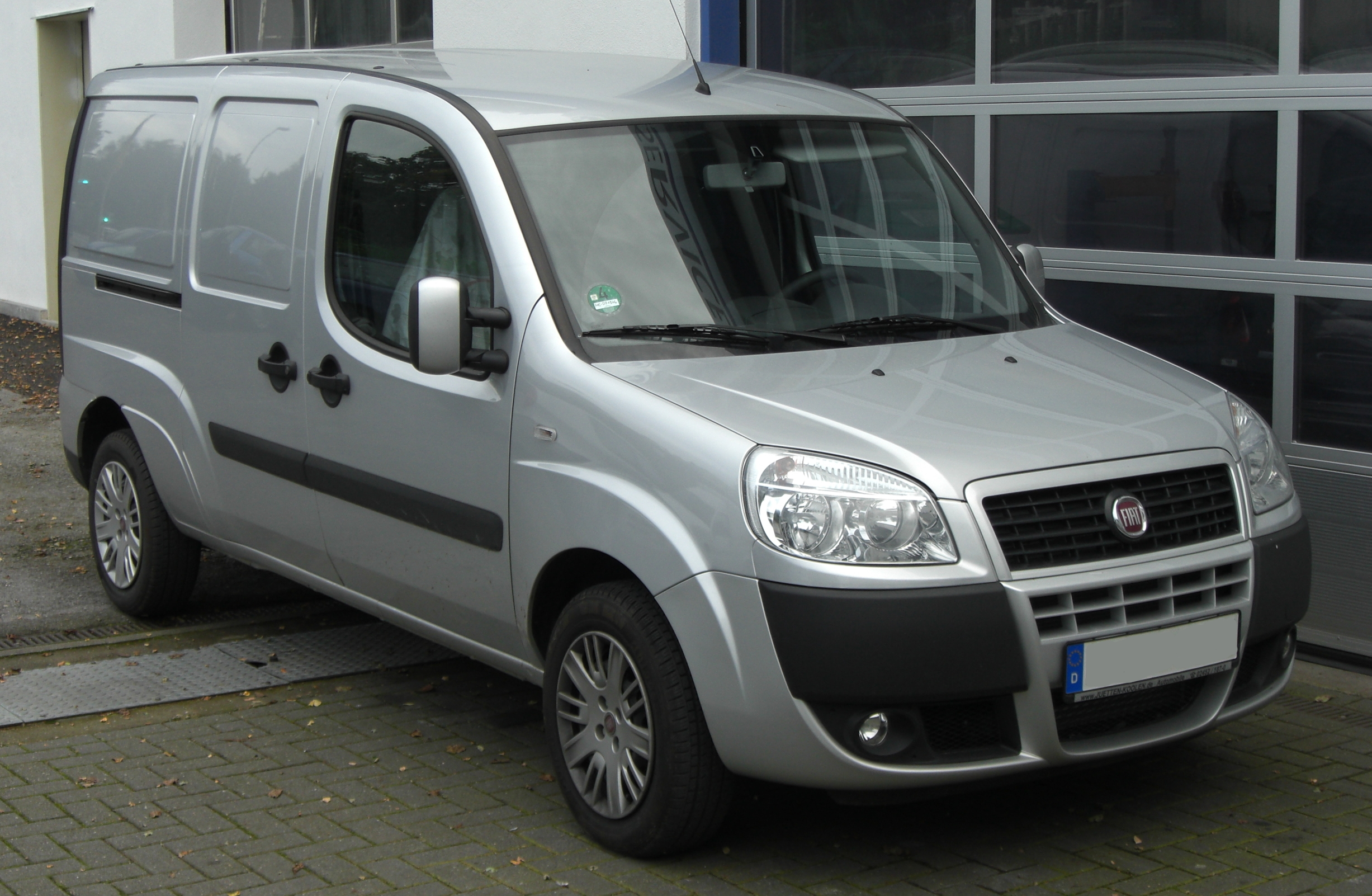
FIAT Doblò I phase 2 long utilitaire
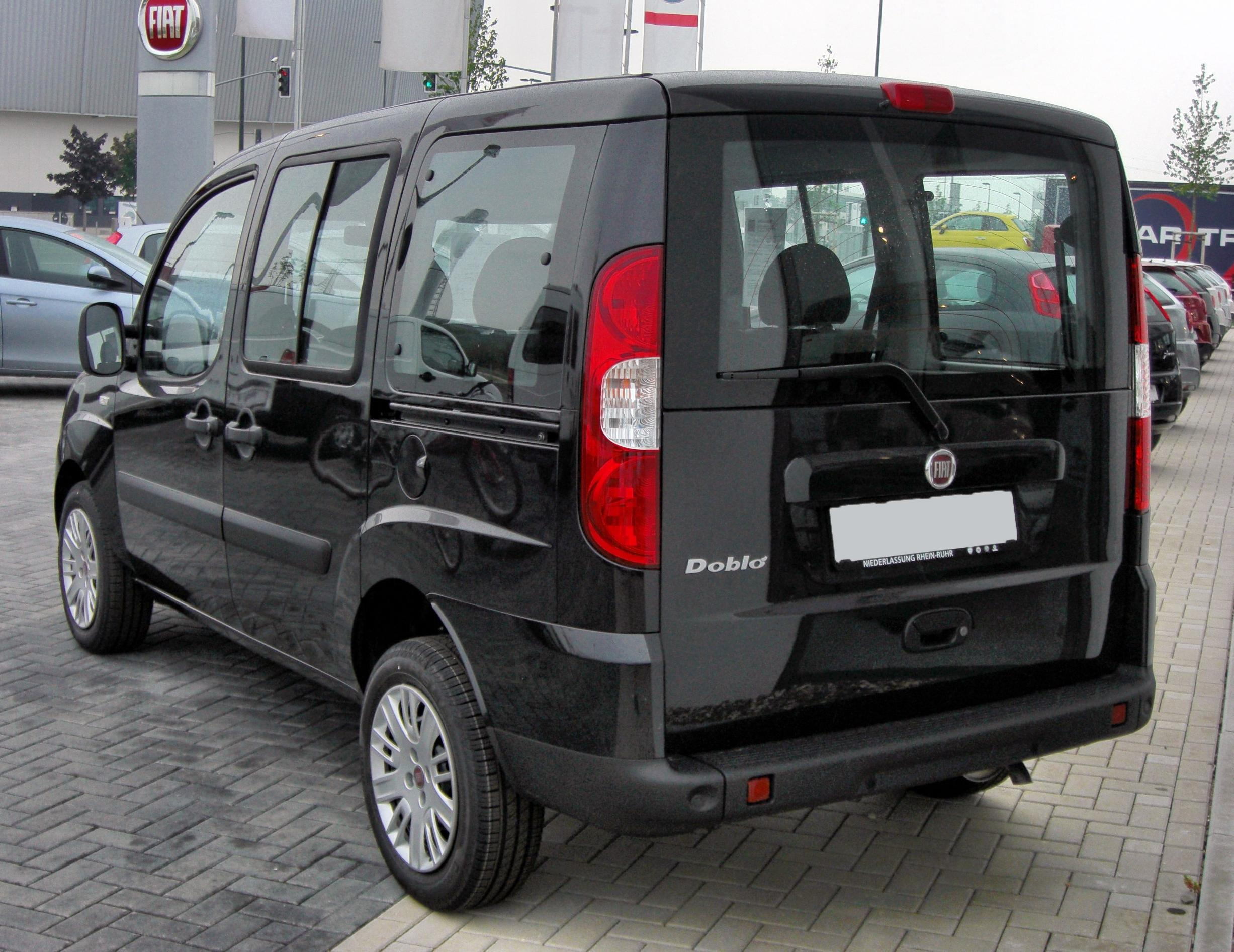
FIAT Doblò I phase 2 ludospace

### Motorisations
Les motorisations ont évolué au fil des années afin de mieux répondre aux exigences des utilisateurs. Le tableau ci-dessous résume toutes les motorisations qui ont équipé et qui équipent actuellement le FIAT Doblò, dans sa version "ludospace" comme la version utilitaire "Cargo".
| Modèle                  | Années      | Type Moteur                       | Cylindrée (cm3) | Puissance kW (ch) | Émissions CO2 (g/km) | 0-100 km/h (secondes) | Vitesse maxi (km/h) | Consommation (l/100 km) |
| ----------------------- | ----------- | --------------------------------- | --------------- | ----------------- | -------------------- | --------------------- | ------------------- | ----------------------- |
| 1.2 Fire 8V             | 2000 à 2005 | 4 cylindres en ligne, essence     | 1 242           | 48 (65)           | -                    | 18,9                  | 142                 | 7,6                     |
| 1.4 Fire 8V             | 2005 à 2xxx | 4 cylindres en ligne, essence     | 1 368           | 57 (77)           | 174                  | 17,0                  | 148                 | 7,4                     |
| 1.6 16V                 | 2000 à 2005 | 4 cylindres en ligne, essence     | 1 596           | 57 (103)          | 218                  | 12,8                  | 168                 | 8,6                     |
| 1.6 Natural Power 16V   | 2000 à 2009 | 4 cylindres en ligne, essence/Gaz | 1 596           | 76/68 (103/92)    | 218/159              | 12,6                  | 168/155             | 9,0                     |
| 1.3 Multijet 16V 70     | 2004 à 2005 | 4 cylindres en ligne, Diesel      | 1 248           | 51 (69)           | 147                  | 16,1                  | 145                 | 5,5                     |
| 1.3 Multijet 16V 75     | 2005 à 2009 | 4 cylindres en ligne, Diesel      | 1 248           | 55 (75)           | 137                  | 18,1                  | 153                 | 5,5                     |
| 1.3 Multijet 16V 85 DPF | 2005 à 2009 | 4 cylindres en ligne, Diesel      | 1 248           | 62 (84)           | 137                  | 18,1                  | 156                 | 5,5                     |
| 1.9 D 8V                | 2000 à 2004 | 4 cylindres en ligne, Diesel      | 1 910           | 46 (63)           | -                    | 20,9                  | 141                 | 7,1                     |
| 1.9 JTD 8V              | 2000 à 2004 | 4 cylindres en ligne, Diesel      | 1 910           | 74 (101)          | 158                  | 12,4                  | 168                 | 6,4                     |
| 1.9 Multijet 8V 105     | 2005 à 2009 | 4 cylindres en ligne, Diesel      | 1 910           | 77 (105)          | 153                  | 13,3                  | 164                 | 5,8                     |
| 1.9 Multijet 8V 120 DPF | 2005 à 2009 | 4 cylindres en ligne, Diesel      | 1 910           | 88 (120)          | 160                  | 11,6                  | 177                 | 6,1                     |

### Doblò électrique Elettra
En 2006, FIAT LCV, en association avec le spécialiste italien du secteur des véhicules électriques Micro-Vett, propose la version écologique électrique Doblò Elettra, avec trois versions de batteries : 
- Go Green, 18 kWh Altairnano lithium-ion Nanosafe batteries. La batterie peut être rechargée en moins de dix minutes à l'aide d'un équipement haute tension, 125 kW nominal,
- 43 kWh batteries au plomb-acide, offrant une autonomie de 150 km en cycle urbain pour une seule charge, la recharge prend 5-8 heures,
- 60 × 200 AH 3.6 V lithium, durée de vie des piles : 1 000 cycles à 80 % DOD / 2 000 cycles à 70 % DOD.

Le véhicule utilise un moteur électrique du constructeur italien Ansaldo de 30 kW (60 kW crête), ce qui autorise une vitesse de 120 km/h en pointe.
Le 2 octobre 2007, une démonstration de 60 jours de la version "FIAT Doblò tout-électrique" commence. Le moteur électrique est alimenté par les batteries 18 kWh Altairnano Nanosafe haute performance. Il a parcouru 300 km dans un circuit urbain. La batterie a été pleinement rechargée en moins de dix minutes à l'aide de AeroViroments à haute tension, le système de charge rapide du véhicule qui a parcouru 7 500 kilomètres au cours des 60 jours de démonstration, ce qui correspond à un emploi annuel équivalent à 45 000 kilomètres.
C'est ce même véhicule qui a été présélectionné par le service de la Poste française pour créer son premier parc écologique électrique.

#### Caractéristiques techniques
| Caratteristiche tecniche Fiat Doblò Elettrico |                                                                            |
| Moteur                                        | Electrique Ansaldo Asynchrone Tri-phasé                                    |
| Puissance                                     | 30 kW (41 Ch DIN), crête : 60 kW (82 Ch DIN)                               |
| Refroidissement                               | Eau                                                                        |
| Energie à bord                                | Batterie lithium-ion 43 kWh au total                                       |
| Temps de charge                               | De 5 à 8 H en fonction du type de chargeur                                 |
| Autonomie                                     | 150 km                                                                     |
| Vitesse maxi                                  | 120 km/h                                                                   |
| Rayon de braquage                             | 5,2 m                                                                      |
| Homologation                                  | N1/M1                                                                      |
| Suspensions                                   | AV : roues indépendantes MacPherson AR : lame parabolique et essieu rigide |

### Production
La production du FIAT Doblò I est assurée par les usines situées :
- Turquie - Usine FIAT-Tofaş, de Bursa où sont produits les Doblò I commercialisés en Europe de 2000 à 2010,
- Brésil - FIAT Automoveïs, usine de Betim, produit à 160 000 exemplaires de 2001 à décembre 2021 pour les pays d'Amérique latine et d'Afrique[7]. La version brésilienne du Doblò a bénéficié du restylage du modèle européen 5 ans plus tard,
- Vietnam - FIAT-Mekong Auto, a assemblé le Doblò I pour les marchés du Sud-Est asiatique,
- Corée du Nord - Pyonghwa Motors a assemblé en CKD le Doblò I sous licence, baptisé Ppeokkugi (뻐꾸기 - Cuckoo) de 2003 à 2005,
- Chine - la filiale locale de FIAT puis Zotye ont produit le Doblò[8]. En 2008, Zotye a obtenu une licence pour fabriquer le Doblò et le commercialiser sous le nom Zotye D-series[9],
- Russie - SOLLERS JSC (ex Severstal Auto, a assemblé le Doblò en CKD (kits en provenance de Turquie), de 2007 à 2011 pour le marché russe.

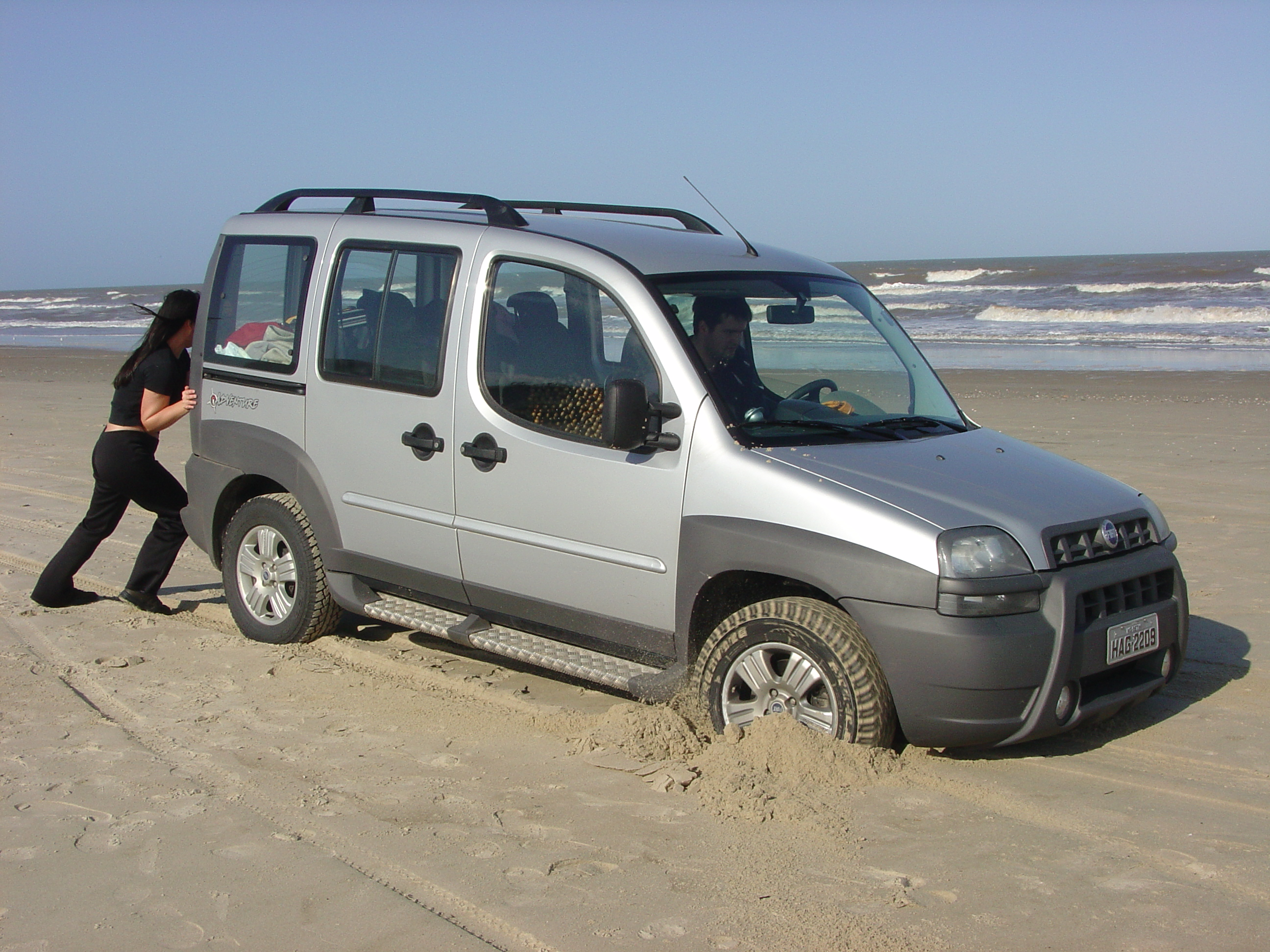
FIAT Doblò 1 phase 1 Adventure (modèle brésilien)
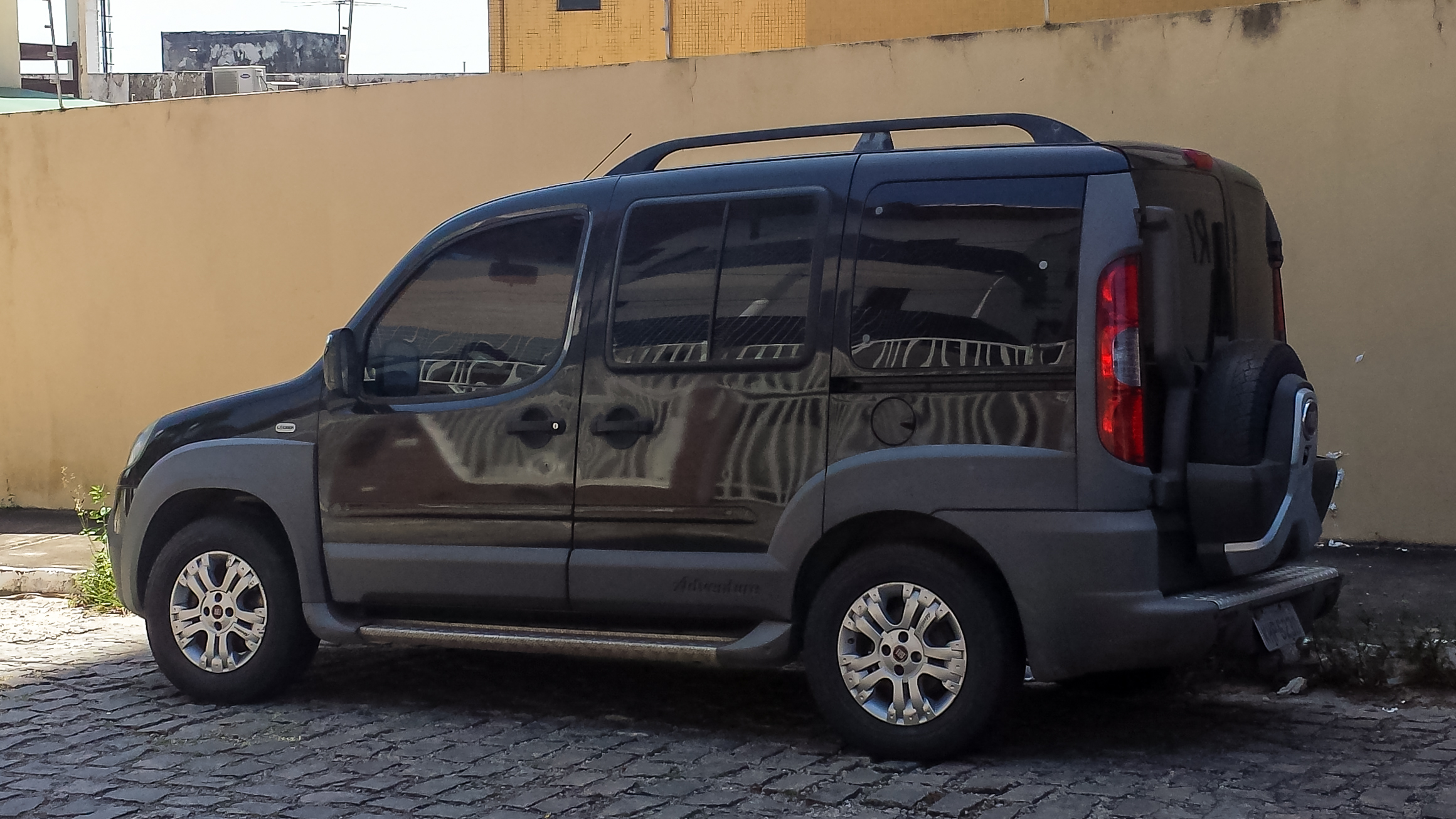
FIAT Doblò 1 phase 2 Adventure (modèle brésilien)

## Doblò II

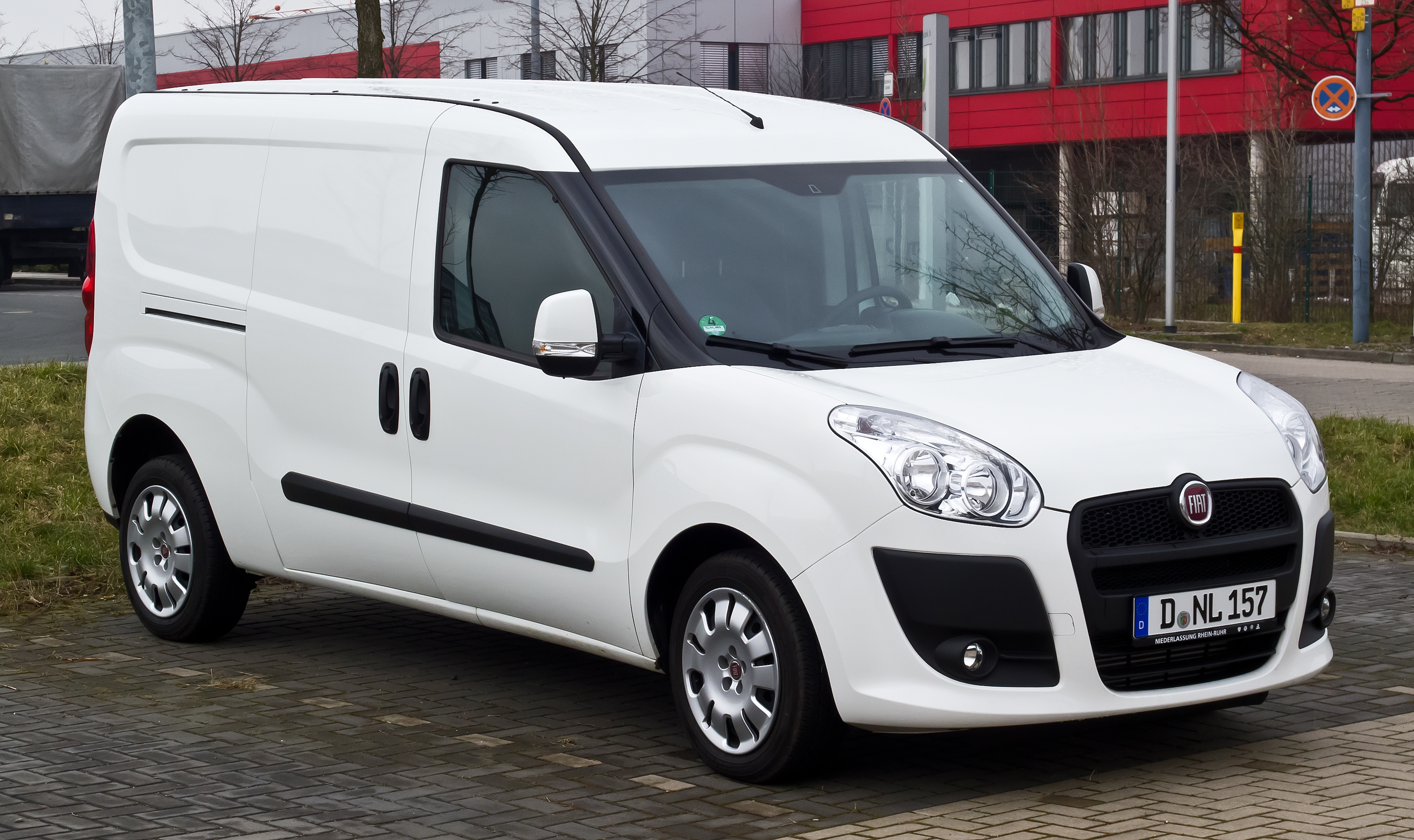
FIAT Doblò II phase 1 utilitaire long

La seconde génération du FIAT Doblò (code usine ZFA 263), dans ses versions "Family Space" et "Cargo" a été présentée à Turin le 16 novembre 2009. Sa commercialisation a débuté dans tous les pays d'Europe mi-janvier 2010. Il est aussi disponible en version pickup depuis juillet 2011.
Le Doblò II, comme son prédécesseur, est fabriqué par la filiale turque FIAT-Tofas dans l'usine de Bursa qui produit également le FIAT Fiorino II et ses clônes français, les Citroën Nemo et Peugeot Bipper.
Les modifications apportées à la carrosserie sont l'œuvre du Centro Stile FIAT de Turin.
La plate-forme est entièrement nouvelle et inaugure une suspension arrière à roues indépendantes avec un double bras oscillant et barre stabilisatrice. Doté comme il se doit de l'ABS, de l'ESP et de l'Hill Holder qui facilite les démarrages en côte.
Au cours du Salon du véhicule industriel de Hanovre 2010, le FIAT Doblò a reçu le prix International Van of the year 2011.

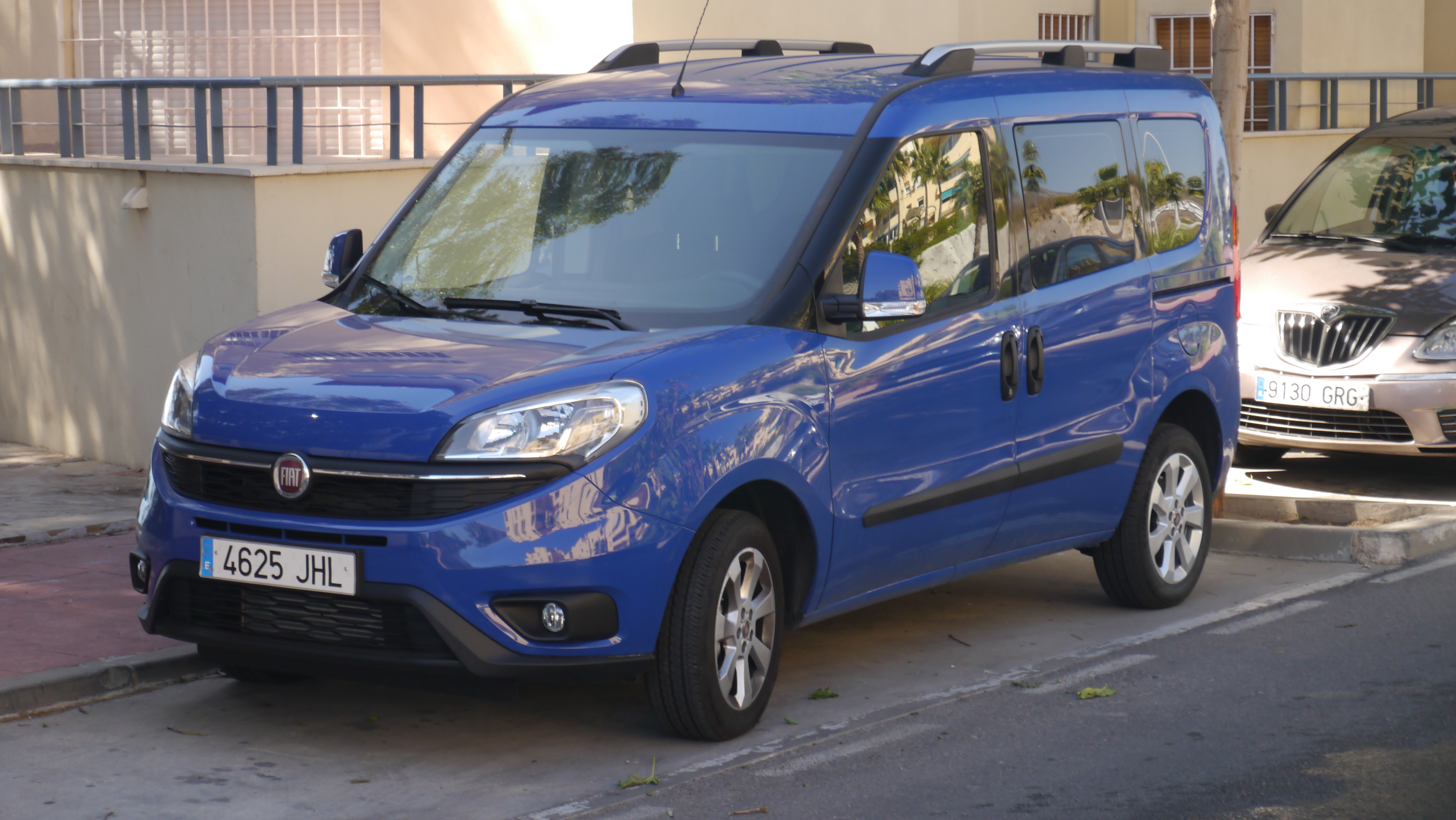
FIAT Doblò 2 phase 2 ludospace

Le Doblò II est restylé en 2015. Cette mise à jour porte principalement sur la face avant, profondément revue, dont le dessin s'horizontalise.
Fin 2022, la commercialisation du FIAT Doblò II et ses dérivés s'arrête en Europe, sauf pour le marché turc où la production se poursuit jusqu'en mai 2023.

### Les différentes versions
Le FIAT Doblò II, reprend le large éventail des versions qui étaient offertes par son prédécesseur :
- Doblò II - Version uniquement destinée au transport de passagers avec une finition adaptée, destinée à recevoir 5 ou 7 personnes, selon la configuration, courte ou longue,
- Doblò II Cargo - Modèle comprenant plusieurs versions tôlées à deux places à l'avant destinées uniquement au transport de marchandises. La gamme se compose de :
  - Cargo base avec un volume utile de 3,4 m3 et une charge utile de 1 000 kg,
  - Cargo Maxi ou XL, empattement allongé, volume utile de 4,2 m3 et charge utile de 1 000 kg,
  - Cargo toit rehaussé de 245 mm, dito Cargo Maxi.
- Doblò II Cabinato - Versions châssis-cabine calquées sur les versions Cargo, sont destinées à recevoir un aménagement spécifique comme frigo ou plateau,
- Doblò II Combinato - Version mixte entre le Doblò II et le Doblò II Cargo avec une séparation entre les volumes passagers et marchandises.

### Les motorisations
La palette de moteurs FIAT est composée de 4 moteurs : 
- 1.4 essence - moteur pour versions d'entrée de gamme, FIAT FIRE 1.4 avec boîte manuelle à 5 rapports. Équipé du système Start & Stop, il est homologué Euro 5.
- Diesel : 3 moteurs FIAT Multijet Euro 5, avec filtre antiparticules : 
  - 1.3 Multijet 16V 90 Ch DIN,
  - 1.6 Multijet 16V 105 Ch DIN,
  - 2.0 135 Ch DIN.

| Modèle              | Disponibilité | Moteur                             | Cylindrée | Puissance      | Couple Maxi            | Émissions CO2 (g/km) | Accélération 0–100 km/h (secondes) | Vitesse maxi (km/h) | Consommation moyenne (l/100km) |
| ------------------- | ------------- | ---------------------------------- | --------- | -------------- | ---------------------- | -------------------- | ---------------------------------- | ------------------- | ------------------------------ |
| 1.4 FIRE 16V        | 2010-         | FIAT 4 cylindres en ligne, essence | 1 368 cm3 | 70 kW - 95 ch  | 127 N m à 4 500 tr/min | 166                  | 15,0                               | 161                 | 7,1                            |
| 1.3 Multijet II 16V | 2010 -        | FIAT 4 cylindres en ligne, Diesel  | 1 248 cm3 | 66 kW - 90 ch  | 200 N m à 1 500 tr/min | 129                  | 15,0                               | 156                 | 4,9                            |
| 1.6 Multijet 16V    | 2010 -        | FIAT 4 cylindres en ligne, Diesel  | 1 598 cm3 | 77 kW - 105 ch | 290 N m à 1 500 tr/min | 138                  | 13,4                               | 164                 | 5,2                            |
| 2.0 Multijet 16V    | 2010 -        | FIAT 4 cylindres en ligne, Diesel  | 1 956 cm3 | 99 kW - 135 ch | 320 N m à 1 500 tr/min | 150                  | 11,3                               | 179                 | 5,7                            |

### Le FIAT Doblò II sous autres marques

#### Opel Combo C/ Vauxhall Combo C

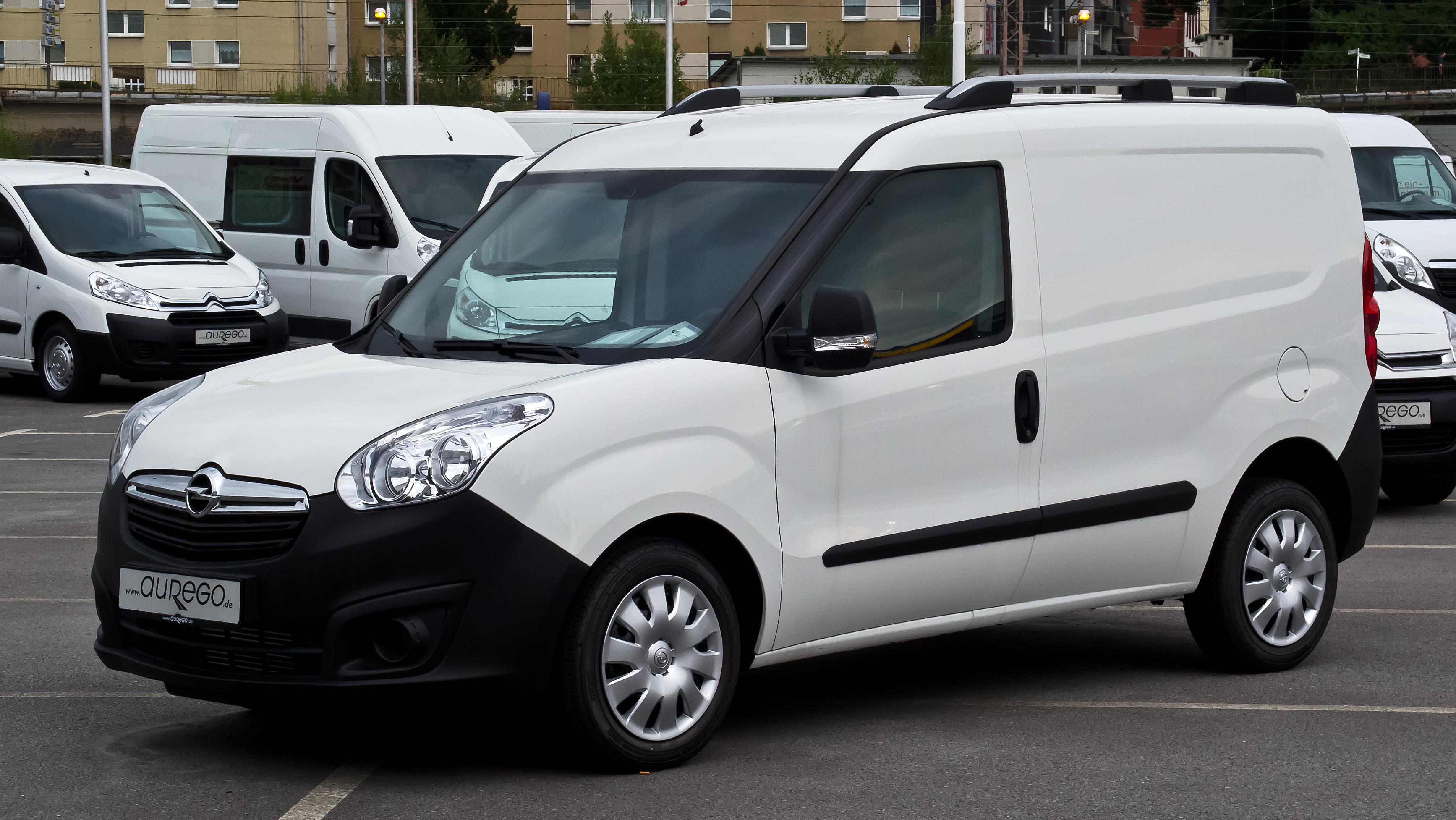
Opel Combo C utilitaire

De novembre 2011 à 2018, le FIAT Doblò II est commercialisé avec le badge Opel Combo (2011) par le constructeur automobile allemand Opel qui l'achète à FIAT à raison de 5 000 exemplaires par mois pour le distribuer dans son propre réseau. Cet accord a pris fin en 2018 après le rachat d'Opel par PSA.
Il est également vendu au Royaume-Uni sous le nom Vauxhall Combo C.
Les Opel et Vauxhall Combo C n'ont pas bénéficié du restylage de 2015.

#### RAM ProMaster City

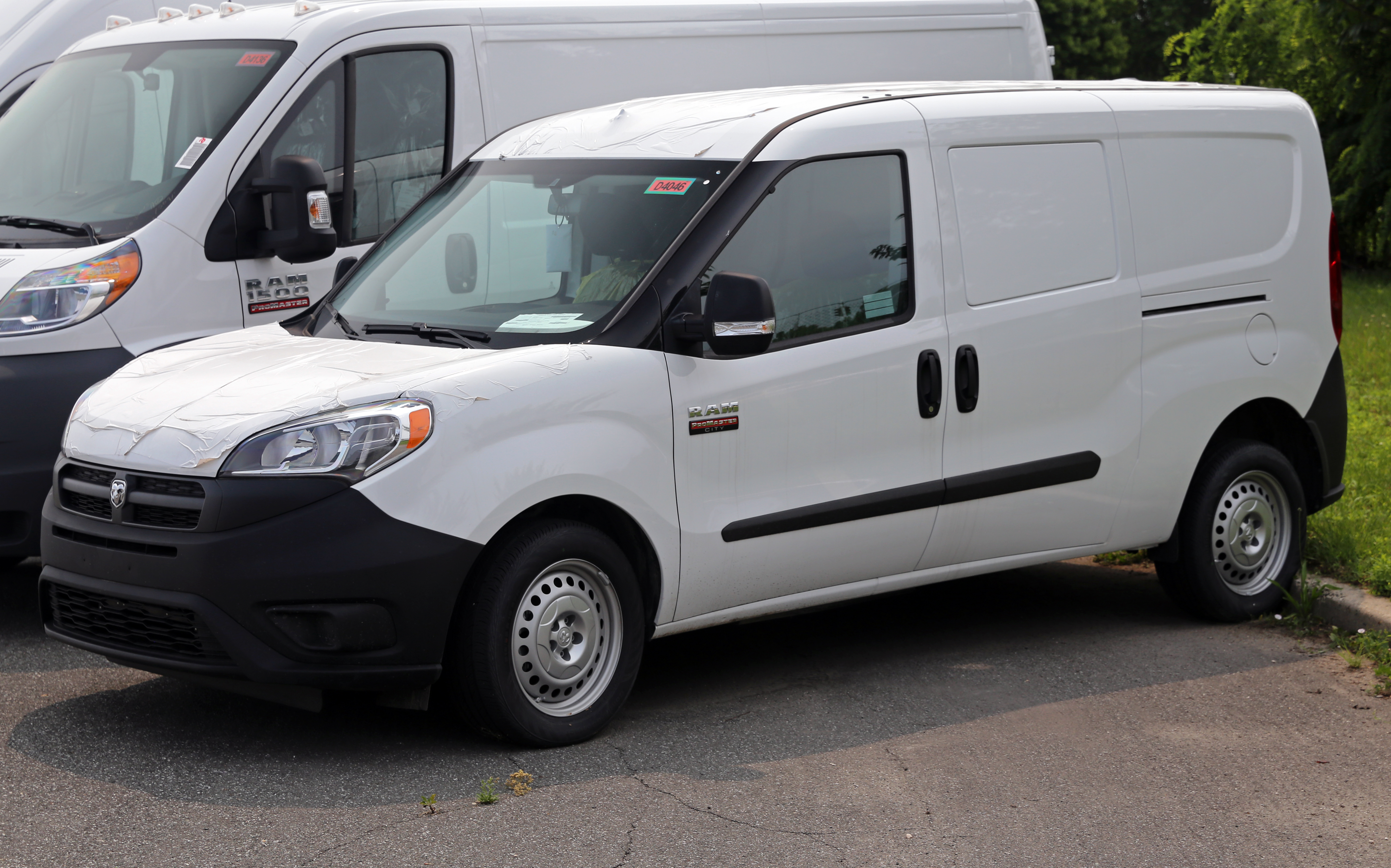
RAM ProMaster City Tradesman Cargo Van

Depuis juin 2014, le FIAT Doblò II s'enrichit d'une nouvelle version : le RAM ProMaster City, commercialisé depuis le 26 juin 2014 aux États-Unis et au Canada en 2 versions : Van-ludospace chère aux américains et fourgon utilitaire.

### Les récompenses du FIAT Doblò II
L'année de son lancement, le FIAT Doblò II a reçu le prix International Van of the Year 2011.
Pour la 3e fois consécutive, le FIAT Doblò II Cargo a reçu le Prix du Light Van of the Year délivré par "What Van ? Awards". Lors de la remise du prix 2018, le FIAT Fiorino II a également été récompensé avec le Prix Small Van of the Year.

## Doblò III

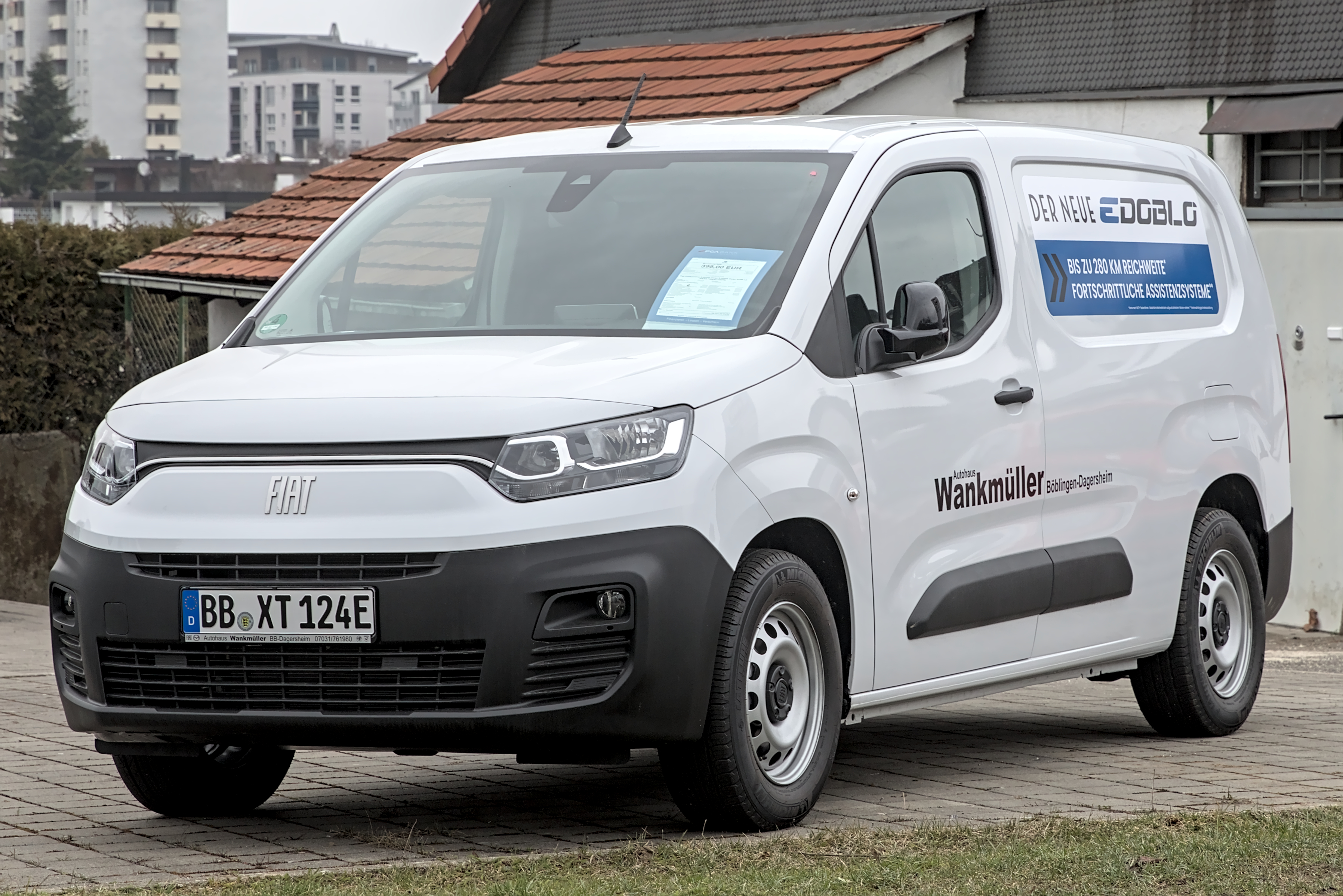
FIAT E-Doblò

Le FIAT Doblò III est un véhicule utilitaire léger de troisième génération, lancé en 2022 après la fusion de FCA et PSA pour former Stellantis. Ce modèle fait partie de la famille des Peugeot Rifter / Partner III, Citroën Berlingo III, Opel Combo D, et Toyota ProAce City. Ces véhicules, bien que produits sous différentes marques, partagent la même plateforme technique, développée par Stellantis, garantissant ainsi une uniformité en termes de motorisations, équipements, et modularité.
Depuis 2024, la troisième génération du FIAT Doblò III est assemblée à l'usine FIAT Tafraoui, une ville située au sud d'Oran, en Algérie. L'usine de Tafraoui joue un rôle clé dans la stratégie d'expansion de Stellantis en Afrique du Nord, visant à répondre à la demande croissante du marché algérien et des pays voisins.